# Tylerius
Tylerius is een monotypisch geslacht van straalvinnige vissen uit de familie van kogelvissen (Tetraodontidae). Het geslacht is voor het eerst wetenschappelijk beschreven in 1984 door Hardy.

## Soort
- Tylerius spinosissimus (Regan, 1908)